# Thompson and Meserve's Purchase
Thompson and Meserve's Purchase es un municipio ubicado en el condado de Coös en el estado estadounidense de Nuevo Hampshire. En el año 2010 tenía una población de 0 habitantes y una densidad poblacional de 0 personas por km².

## Geografía
Thompson and Meserve's Purchase se encuentra ubicado en las coordenadas 44°17′50″N 71°16′40″O / 44.29722, -71.27778. Según la Oficina del Censo de los Estados Unidos, el municipio tiene una superficie total de 47.95 km², de la cual 47,95 km² corresponden a tierra firme y (0 %) 0 km² es agua.

## Demografía
Según el censo de 2010, había 0 personas residiendo en Thompson and Meserve's Purchase. La densidad de población era de 0 hab./km². De los 0 habitantes, Thompson and Meserve's Purchase estaba compuesto por el 0 % blancos. Del total de la población el 0 % eran hispanos o latinos de cualquier raza.